# Dicliptera trifurca
Dicliptera trifurca är en akantusväxtart som beskrevs av Oerst.. Dicliptera trifurca ingår i släktet Dicliptera och familjen akantusväxter. Inga underarter finns listade i Catalogue of Life.